# 最強獣誕生 ネズラ -NEZULLA-
『最強獣誕生 ネズラ -NEZULLA-』（さいきょうじゅうたんじょう ネズラ）は、2002年10月25日に東京国際ファンタスティック映画祭で公開された特撮映画、また劇中に登場した怪獣の名前。

## 概要
ネズラはウイルスによって2mから3mに巨大化、変異したモルモットである。体毛が一切なく、筋肉が露出したグロテスクかつ恐ろしい風貌で目が赤く、人間をエサにしているようで暗闇から人間を容赦なく強襲し、残酷に殺害する。また、ネズラを変異させたウイルスが一般市民にも感染し、疫病のごとく猛威を振るう描写もある。

## 登場兵器
自衛隊
- 業務トラック
- AH-1対戦車ヘリコプター
- 64式7.62mm小銃
- M11機関拳銃

アメリカ軍
- M9自動拳銃
- ファイティングナイフ

## スタッフ
- 監督、脚本：田川幹太
- プロデューサー：山本正、永森裕二、後藤圭介、石毛栄典
- 撮影監督：小林元
- クリーチャーデザイン：高柳祐介
- 美術：磯見俊裕、湊博之
- CG：今泉良明
- メイク：小林まさゆき
- ラインプロデューサー：梨木友徳
- 選曲：有元賢二
- 録音：臼井勝
- 監督補：吉田剛也

## 出演者
- 自衛隊員 麻生：隆大介
- 米軍軍曹 ジョン：久保田芳之
- 米軍兵 ジェニー川口：時任歩
- 看護婦：桜庭あつこ
- 保健所の医師：新田純一
- 洋子：勝村美香
- 病気の女：長曽我部蓉子

## 挿入曲
- シューベルトのアヴェ・マリア
- スターバト・マーテルより"ああ、感じずにいられようか"